# Illirismo
L’Illirismo o movimento illirico è stato un movimento politico e culturale croato (1835-48). Il nome deriva dagli antichi Illiri considerati come antenati delle diverse popolazioni slave.

## Storia

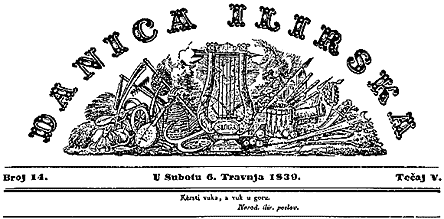
Titolo di un settimanale del 1830

Il termine Illirico, utilizzato da Napoleone nella creazione delle Province illiriche venne utilizzato come simbolo dell’unità degli Slavi meridionali nel 1835 da Ljudevit Gaj nel settimanale  Danica horvatska, slavonska i dalmatinska (Stella mattutina croata, slavonica e dalmata), che  l’anno dopo assunse il nome di Danica ilirska. L'Illirismo diede dignità letteraria al dialetto stocavo, conosciuto in Croazia, Serbia, Bosnia-Erzegovina e in Montenegro.